# Галлер, Пётр Карлович
Пётр Карлович Галлер (15 августа 1858, Шиллинг, Камышинский уезд, Саратовская губерния, Российская империя — 20 января 1920, Саратов, РСФСР) — российский врач и мемуарист.

## Биография
Родился в семье немецких колонистов, отец Галлера был волостным писарем. Окончил Саратовскую мужскую гимназию, что для выходца из немецкой семьи было в то время редкостью. Поступил в 1880 г. в Юрьевский университет, который окончил в 1886 г. Начал практиковать частным врачом в немецких колониях Поволжья, с 1891 г. в Саратове. С 1912 г. приват-доцент, с 1918 г. профессор Саратовского университета. Галлер умер во время эпидемии тифа, заразившись в ходе оказания помощи больным.
Автор около 100 научных и просветительских статей. Специализировался, в частности, в отоларингологии, однако по необходимости много занимался проблемами лечения и профилактики инфекционных болезней. Брошюра Галлера «О помощи, подаваемой при холере» (нем. Zum Schutz gegen die Cholera; 1893) выдержала шесть изданий и оказала немалую пользу в борьбе с холерой в немецких поселениях Поволжья.
Воспоминания доктора Галлера о его детских годах, с подзаголовком «Быт немцев-колонистов в 60-х годах XIX столетия», были опубликованы в 1927 г. (переизданы в 1994 г.) и служат ценным этнографическим источником.